# Pentacosmodon
Pentacosmodon es un género de mamífero extinto, del orden de los Multituberculata, que vivió durante el Paleoceno en América del Norte.
El género Pentacosmodon fue nombrado por Jepsen en 1940 y es conocido por su especie Pentacosmodon pronus. Se han encontrado restos fósiles en Wyoming (Estados Unidos) y en Porcupine Hills, en Alberta (Canadá). Este género se había colocado en un principio en la familia Djadochtatherioidea.